# Gare de Noizay
La gare de Noizay est une gare ferroviaire française de la ligne de Paris-Austerlitz à Bordeaux-Saint-Jean, située sur le territoire de la commune de Noizay, dans le département d'Indre-et-Loire, en région Centre-Val de Loire.
C'est aujourd'hui une halte ferroviaire de la Société nationale des chemins de fer français (SNCF), desservie par des trains TER Centre-Val de Loire circulant entre les gares de Blois - Chambord et de Tours.

## Situation ferroviaire
Établie à 56 mètres d'altitude, la gare de Noizay est située au point kilométrique (PK) 218,787 de la ligne de Paris-Austerlitz à Bordeaux-Saint-Jean, entre les gares d'Amboise et de Montlouis.

## Histoire
En 2016, selon les estimations de la SNCF, la fréquentation annuelle de la gare est de 1 593 voyageurs, ce nombre s'étant élevé à 3 067 en 2015 et à 2 859 en 2014.

## Services voyageurs

### Accueil
Halte SNCF, c'est un point d'arrêt non géré (PANG) à entrée libre.

### Desserte

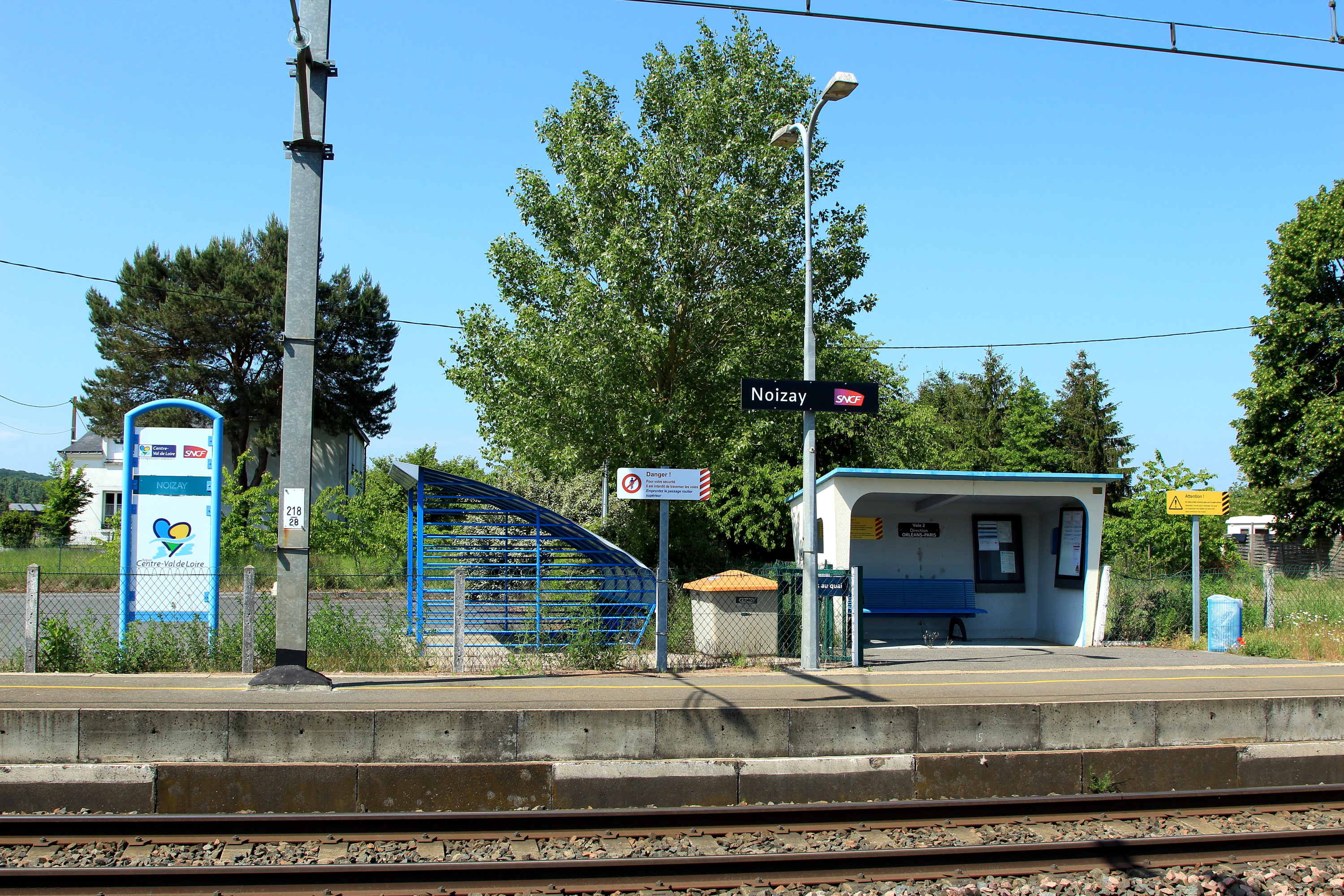
Abri de quai de la voie 2 (vers Blois).

La gare de Noizay est desservie par des trains TER Centre-Val de Loire qui effectuent des missions omnibus entre les gares de Blois - Chambord et de Tours. L'offre proposée compte, en semaine, un train Blois – Tours le matin et un autre le midi et trois trains Tours – Blois le soir. Le samedi, un train Blois – Tours est proposé le midi avec un retour le soir. Le dimanche, aucun train ne dessert la gare.

### Intermodalité
Un parc pour les vélos et un parking sont aménagés.